# إيلين وويليام كرافت

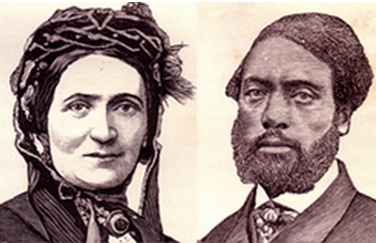
إيلين وويليام كرافت

إيلين كرافت (بالإنجليزية: Ellen Craft) (من مواليد 1826-1891) وويليام كرافت (بالإنجليزية: William Craft) (من مواليد 25 سبتمبر 1824 - 29 يناير 1900) من الرِّق العبيد من ماكون، جورجيا في الولايات المتحدة، تمكنَّا من الفرار إلى الشمال في ديسمبر عام 1848 عبر القطار ومن ثم أبحرا بالباخرة ليصلا إلى فيلادلفيا في ليلة عيد الميلاد. استطاعت إيلين العبور وهي متنكرة بزيّ مزارع ذكر أبيض وعبر ويليام على أنه خادمها الشخصي. وقد أُعلن عن هروبهما الجريء على نطاق واسع، ما جعلهما من أشهر العبيد الهاربين. وقد دافع عنهما مؤيدو مبدأ إبطال الاسترقاق كممارسة شرعية في محاضرات عامة لكسب التأييد في النضال من أجل إنهاء هذه الممارسة.
بينما كانت من العبيد المولاتو من ذوي البشرة الفاتحة وخادمة عند سيد من البيض، استخدمت إيلين كرافت مظهرها هذا للعبور كرجل أبيض يرتدي ملابس ذكرية أثناء فرارهما.
باعتبارهما من الفارين البارزين، تعرَّضا للتهديد من قِبَل صائدي الرقيق في بوسطن بعد إقرار قانون الرقيق الهارب 1850، لذا هاجرا إلى إنجلترا. عاشا هناك لمدة عقدين تقريبًا ورُزقا بخمسة أطفال. ألقى كل منهما محاضرات تحدثا فيها عن عملية فرارهما. في عام 1860، نشرا رواية تحت عنوان الركض ألف ميل من أجل الحرية أو هروب إيلين وويليام كرافت من العبودية. وهي واحدة من أكثر الروايات إقناعًا التي نُشِرَت قبل الحرب الأهلية الأميركية، وصلت هذه الرواية إلى عدد كبير من الجماهير في بريطانيا العظمى والولايات المتحدة. وبعد عودتهما إلى الولايات المتحدة عام 1868، أنشأ الزوجان مدرسة زراعية للأطفال المعتوقين في جورجيا. وقد عملا في المدرسة ومزرعتها حتى عام 1890. أُعيدت طباعة روايتهما في الولايات المتحدة عام 1999، مع هامش تكريمي لهما، وهي متوفرة على شبكة الإنترنت ضمن مشروع غوتنبرغ وفي جامعة فرجينيا.

## الرحلة والحياة في بريطانيا العظمى
طلب صائدو المكافآت والرقيق مبلغًا مقابل العثور على العبيد الفارين. وقد وصف ويليام كرافت القانون الجديد بأنه «قانون سيئ للغاية لدرجة أنه لا يمكن التفكير فيه أو التسامح معه من قِبَل أي شعب في العالم باستثناء اليانكيز (مصطلح يُشير إلى سكان الولايات المتحدة) الطغاة». بمساعدة بعض المؤيدين، قرَّر الزوجان الهروب إلى إنجلترا. سافرا من بورتلاند بولاية مين إلى هاليفاكس، نوفا سكوشا، على متن سفينة كامبريا، متوجهين إلى ليفربول. كما روى ويليام في مذكراته في وقت لاحق، «لم نشعر بالحرية حتى دخلنا إلى شاطئ ليفربول». وفي إنجلترا، تلقيا المساعدة من مجموعة من أبرز دُعاة إبطال الاسترقاق، بما في ذلك هارييت مارتينو. وقد نظمت إيلين أوقاتًا لدراستهما المكثفة في مدرسة القرية في أوكهام، سري.

بعد أن تعلَّمت إيلين كرافت القراءة والكتابة، في عام 1852، نشرت ما يلي، والذي تم تعميمه على نطاق واسع في الصحافة المناهضة للعبودية في كل من بريطانيا العظمى والولايات المتحدة. واقترحت الصحافة المناهضة للعبودية أن «الزوجين كرافت» قد ندما لرحلتها إلى إنجلترا. قائلة:
أكتب هذه السطور القليلة لمجرد القول إن البيان لا أساس له من الصحة إطلاقًا، لأنه لم يكن لدي أدنى ميل في العودة إلى العبودية، ولا سمح الله أن أكون كاذبة برغبتي بالحرية لدرجة أنني من الممكن أن أفضل الرِّق بدلًا منها. والواقع أنني منذ هروبي من العبودية، أصبحت أفضل كثيرًا في كل جانب من حياتي وأكثر مما كنت أتوقع. ولو كان الأمر على العكس من ذلك، لكانت مشاعري حول هذا الأمر نفسها، لأنني أُفضّل أن أعاني من الجوع في إنجلترا كامرأة حرة، بدلًا من أن أكون عبدة لأفضل رجل على القارة الأمريكية.

— محامي مناهضة العبودية، ديسمبر عام 1852.
قضى الزوجان 19 سنة في إنجلترا، ورُزقا هناك بخمسة أطفال. وشاركت إيلين في منظمات الإصلاح مثل لجنة تحرير لندن ومنظمة حقوق المرأة في الاقتراع، وجمعية الحرية البريطانية والأجنبية. كسب الزوجان المال لقاء المحاضرات العامة عن العبودية وعملية هروبهما التي ألقياها في الولايات المتحدة. وقد قام ويليام كرافت بتأسيس نشاط تجاري مرة أخرى، ولكنهما بقيا يعانيان من الناحية المالية. في معظم الأوقات في إنجلترا، عاشت العائلة في هامرسميث. بعد انتهاء الحرب الأهلية وتحرير العبيد، أحضرت إيلين والدتها ماريا إلى جورجيا؛ ودفعت ثمن رحلتها إلى إنجلترا، وبذلك التقيتا من جديد.

## وصلات خارجية
- مؤلفات إيلين كرافت في مشروع غوتنبرغ
- مؤلفات ويليام كرافت في مشروع غوتنبرغ
- أعمال أو نبذة عن إيلين كرافت على أرشيف الإنترنت
- أعمال أو نبذة عن ويليام كرافت على أرشيف الإنترنت